# Rue Gaston-Michel
La rue Gaston-Michel est une artère de Nantes, en France.

## Situation et accès
Située dans le centre-ville, à l'ouest de l'esplanade de l'île de Gloriette, elle naît des travaux de comblement du point de confluence entre les deux bras de la Loire (celui « de la Bourse » et celui « de l'Hôpital »), elle relie le quai de la Fosse aux quais de Tourville et André-Morice au niveau de la rue Deurbroucq. Sur son côté est elle rencontre le boulevard des Nations-Unies.

## Origine du nom
Son nom lui est attribué par délibération du conseil municipal du 26 juin 1961, en mémoire de Gaston Michel qui fut ingénieur en chef de la Ville de Nantes,.

## Historique
L'aménagement de cette artère s'effectue au début des années 1960, afin d'offrir aux automobilistes la possibilité d'un itinéraire plus direct entre les différents quais nord longeant l'un des bras de la Loire, le bras de la Madeleine.
Durant la même période est inaugurée, sur le côté nord de la partie orientale de l'artère, la piscine Léo-Lagrange, l'une des plus anciennes de la ville.